# Apodemus semotus
Apodemus semotus är en däggdjursart som beskrevs av Thomas 1908. Apodemus semotus ingår i släktet skogsmöss och familjen råttdjur. IUCN kategoriserar arten globalt som livskraftig. Inga underarter finns listade.
Arten blir 8,3 till 10,0 cm lång (huvud och bål) och har en 10,0 till 11,9 cm lång svans. Bakfötterna är 2,3 till 2,6 cm lång, öronen är 1,5 till 1,7 cm stora och vikten är 18,5 till 39 g. Djuret har i princip samma utseende som Apodemus draco. I motsats till brandmusen (Apodemus agrarius) som likaså lever på Taiwan saknar den en mörk strimma på ryggens topp.
Denna skogsmus förekommer i Taiwan. Den vistas där i bergstrakter mellan 1800 och 3200 meter över havet. Habitatet utgörs av olika slags skogar, buskskogar och bergsängar. Honor kan para sig hela året och de flesta ungar föds under våren och hösten. Per kull föds 2 till 6 ungar.